# Federação Albanesa de Basquetebol
A Federação Albanesa de Basquetebol (em albanês:  Federata Shqiptare e Basketbollit )é a entidade organizadora e gestora das competições masculinas e femininas de clubes na Albânia, bem como as respectivas seleções masculina e feminina (Sub 16, Sub 18 e Sub 20). Atualmente o presidente da federação é o CEO da seguradora Sigal Uniqa Group Austria em Tirana, Avni Ponari.